# 633 v.Chr.
Het jaar 633 v.Chr. is een jaartal volgens de christelijke jaartelling.

## Gebeurtenissen

### Griekenland
- Einde van het archontschap van Epaenetus.